# Szekrényi Lajos
Szekrényi Lajos (Hódmezővásárhely, Csongrád megye, 1858. július 26. – Kassa, 1915. április 18.) római katolikus plébános, író, műfordító.

## Életrajz
A gimnázium hat osztályát Szegeden, a VII. és VIII. osztályt 1874-től mint papnövendék Temesvárt, a teológiát ugyanitt végezte. 1880. július 1-jétől püspöki tollvivő volt. Pappá szentelték 1881. január 30-án; több helyt volt káplán és segédplébános. 1883. október 1-jétől állami hittanár Fehértemplomban, hol elsőként mondott magyar szent beszédeket, 1885. szeptember 1-jétől szegedi hittanár volt. 1891-ben helyettes plébános Újváron, utóbb Glogonban lelkész, 1895. október 1-jétól Simándon helyettes plébános, 1896. február 10-től pedig Magyarbánhegyesen volt plébános. A Szent István Társulat tudományi és irodalmi osztálya 1891. május 1-jén tagjává választotta. 1907-ben kilépett a papságból és utána Bánhegyesen (Csongrád megye) gazdálkodott.
A temesvári Délmagyarországi Közlöny munkatársa volt (1880–81. több ford. beszély és költemény Szirmay Lajos névvel); a Szegedi Naplóba és Szegedi Hiradóba is írt cikkeket névtelenül; a szegedi Hitszónoklati folyóiratnak belmunkatársa volt, hol több egyházi beszéde jelent meg; írt még a Bölcseleti Folyóiratba is és bibliai régészeti tárgyú cikkeket a Hittudományi Folyóiratba.

## Munkái
1. Költemények. Budapest, 1882.

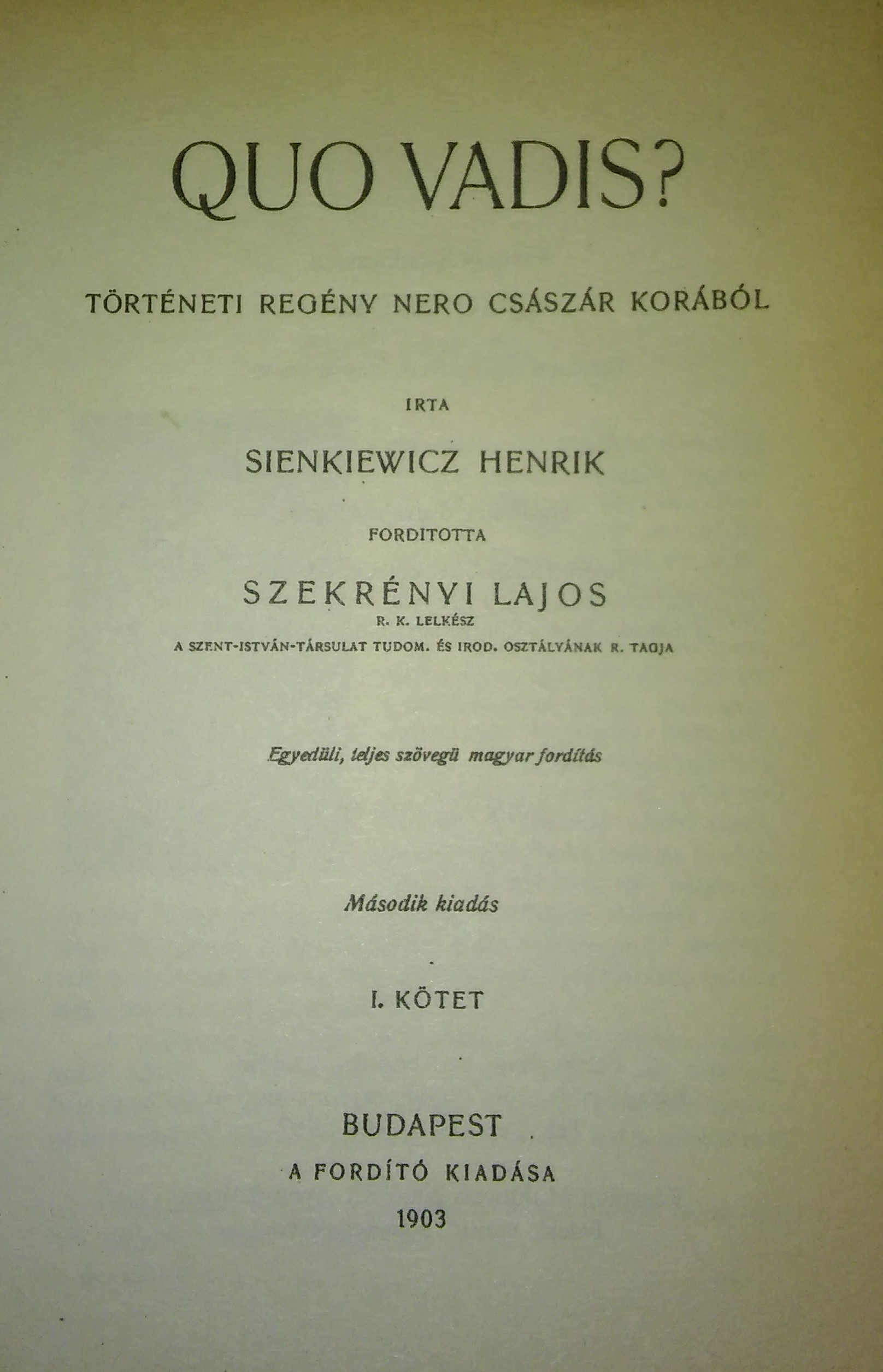
Henryk Sienkiewicz Qou vadis-ának 1903-as magyar fordítása

2. A pap-halál. Regény. Irta Marriot Emil. Ford. Budapest, 1883.
3. A bibliai könyvek ismertetése. Szeged, 1888. (2. kiadás. Budapest, 1889. Palesztina térképével. Biblikus tankönyvek I. Ism. Kath. Szemle 1890.).
4. Szekrényi Lajos költeményei. Szeged, 1888. (Ism. Szegedi Napló 298. sz.).
5. A bibliai régiségtudomány kézikönyve. Szeged, 1890. 48. fam. képpel. (Vallási régiségek. 2. átdolg. kiadás, szerző fénynyom. arczk. és 105 fam. képpel. Budapest, 1896. Horváth-díjjal jutalmazva 1897. Két kötet. Ism. az egri Irodalmi Szemle 1891. 3. sz.).
6. Szép Ilka. Opera, ford. Szeged, 1891.
7. A róm. kath. egyházi szertartások rövid előadása. A népiskolák számára kérdések- és feleletekben. Szeged, 1892. (2. kiadás. Szeged, 1899.).
8. A jeruzsálemi zsidótemplomokról. Felolvasás. Budapest, 1893. Rajzokkal.[1]
9. XIII. Leo pápa élete. Budapest, 1893.
10. A Balaton tündérei. Budapest, é. n.
11. Ben Hur. Irta Lewis Wallace. Regény Krisztusról. Ford. angolból. Szeged, 1894. (2. illustr. kiadás. Budapest, 1895. Két kötet Pataky László rajzaival. 3. kiadás. Budapest, 1903. Ism. M. Állam 225. sz.).
12. Emlékbeszéd Szulik József fölött. Irta és az Ó-Becsén 1895. szept. 23. tartott Szulik-ünnepségen felolvasta. Budapest, 1896.
13. A Csendes Oczeánon. Irta May Károly, ford. Budapest, 1898. (Ism. Vasárnapi Ujság 41. sz.).
14. Quo Vadis? Törtémeti regény Nero császár korából. Ira Sienkiewicz Henrik. Ford. Pataky László 24 eredeti rajzával. Budapest, 1901. Két kötet. (2. kiadás. Uo. 1903. 36 képpel és műmelléklettel).
15. Volyodyjovszki úr. (A kis lovag). Irta Sienkiewicz Henrik. Ford. Budapest, 1902. Két kötet.

Álnevei: Ányási L. Gyula; Sz...i Lajos; Szirmay Lajos.